# Rufina Ubah
Rufina Ubah (née le 4 avril 1959) est une athlète nigériane, spécialiste des épreuves de sprint.

## Biographie
Rufina Ubah se distingue lors des Championnats d'Afrique de 1985 en remportant les titres du 100 m et du 200 m, ainsi que la médaille d'argent du relais 4 × 100 m. Elle obtient le titre continental sur 4 × 100 m en 1989, obtient une médaille d'argent en 1992 et décroche deux médailles de bronze sur 100 m en 1989 et 1992. 
Lors des Championnats du monde 1991, à Tokyo, Rufina Ubah se classe quatrième du relais 4 × 100 m en compagnie de Beatrice Utondu, Christy Opara-Thompson et Mary Onyali.

### Palmarès
| Date | Compétition                | Lieu      | Résultat | Épreuve   | Temps   |
| ---- | -------------------------- | --------- | -------- | --------- | ------- |
| 1979 | Championnats d'Afrique     | Dakar     | 2e       | 4 x 100 m | 46 s 45 |
| 1985 | Championnats d'Afrique     | Le Caire  | 1re      | 100 m     | 11 s 61 |
| 1985 | Championnats d'Afrique     | Le Caire  | 1re      | 200 m     | 23 s 79 |
| 1985 | Championnats d'Afrique     | Le Caire  | 2e       | 4 × 100 m | 45 s 45 |
| 1985 | Coupe du monde des nations | Canberra  | 5e       | 100 m     | 11 s 55 |
| 1985 | Coupe du monde des nations | Canberra  | 7e       | 200 m     | 24 s 02 |
| 1989 | Championnats d'Afrique     | Lagos     | 3e       | 100 m     | 11 s 47 |
| 1989 | Championnats d'Afrique     | Lagos     | 1re      | 4 × 100 m | 44 s 60 |
| 1991 | Championnats du monde      | Tokyo     | 4e       | 4 × 100 m | 42 s 77 |
| 1991 | Jeux africains             | Le Caire  | 3e       | 100 m     | 11 s 43 |
| 1991 | Jeux africains             | Le Caire  | 1re      | 4 × 100 m | 44 s 21 |
| 1992 | Championnats d'Afrique     | Maurice   | 3e       | 100 m     | 11 s 47 |
| 1992 | Championnats d'Afrique     | Maurice   | 2e       | 4 × 100 m | 45 s 19 |
| 1992 | Coupe du monde des nations | La Havane | 3e       | 4 × 100 m | 44 s 21 |

### Records
| Épreuve | Performance | Lieu     | Date         |
| ------- | ----------- | -------- | ------------ |
| 100 m   | 11 s 54     | Tokyo    | 26 août 1991 |
| 200 m   | 24 s 12     | Helsinki | 12 août 1983 |